# Championnat de Tunisie féminin de basket-ball
Le championnat de Tunisie féminin de basket-ball est une compétition tunisienne de basket-ball féminin. Au cours des dernières années, il se dispute en trois phases : un tour préliminaire en aller et retour, un play-off et un play-out, et un super play-off qui oppose les deux premiers du classement.
Au palmarès, c'est le Club sportif sfaxien qui détient le record avec 21 titres, suivi de la Zitouna Sports (8), du Stade tunisien (7) et de l'Espérance sportive de Tunis (6).

## Palmarès
- 1956 : Stade gaulois
- 1957 : Stade gaulois
- 1958 : Compétition non achevée
- 1959 : Club athlétique du gaz[1]
- 1960 : Espérance sportive de Tunis
- 1961 : Espérance sportive de Tunis
- 1962 : Espérance sportive de Tunis
- 1963 : Association sportive féminine
- 1964 : Association sportive féminine
- 1965 : Association sportive féminine
- 1966 : Club sportif féminin de Bizerte
- 1967 : Olympique de Béja
- 1968 : Association sportive féminine
- 1969 : Radès Transport Club
- 1970 : Association sportive féminine
- 1971 : Ezzahra Sports
- 1972 : Ezzahra Sports
- 1973 : Ezzahra Sports
- 1974 : Zitouna Sports
- 1975 : Zitouna Sports
- 1976 : Zitouna Sports
- 1977 : Zitouna Sports
- 1978 : Zitouna Sports
- 1979 : Zitouna Sports
- 1980 : Zitouna Sports
- 1981 : Zitouna Sports
- 1982 : Espérance sportive de Tunis
- 1983 : Espérance sportive de Tunis
- 1984 : Espérance sportive de Tunis
- 1985 : Jeunesse athlétique de Bougatfa
- 1986 : Stade tunisien
- 1987 : Stade tunisien
- 1988 : Stade tunisien
- 1989 : Stade tunisien
- 1990 : Al Hilal sports
- 1991 : Stade tunisien
- 1992 : Club sportif sfaxien
- 1993 : Al Hilal sports
- 1994 : Stade tunisien
- 1995 : Al Hilal sports
- 1996 : Al Hilal sports
- 1997 : Club sportif sfaxien
- 1998 : Club sportif sfaxien
- 1999 : Club sportif sfaxien
- 2000 : Stade tunisien
- 2001 : Club sportif sfaxien
- 2002 : Club sportif sfaxien
- 2003 : Club sportif sfaxien
- 2004 : Club sportif sfaxien
- 2005 : Club sportif sfaxien
- 2006 : Club sportif sfaxien
- 2007 : Club sportif sfaxien
- 2008 : Espoir sportif du Cap Bon
- 2009 : Club sportif féminin de Bizerte
- 2010 : Club sportif sfaxien
- 2011 : Club sportif sfaxien
- 2012 : Club sportif sfaxien
- 2013 : Club sportif sfaxien
- 2014 : Club sportif sfaxien
- 2015 : Club sportif sfaxien
- 2016 : Club sportif sfaxien
- 2017 : Association sportive féminine de Jemmal
- 2018 : Étoile sportive du Sahel
- 2019 : Club sportif sfaxien
- 2020 : Stade tunisien
- 2021 : Ezzahra Sports
- 2022 : Espoir sportif du Cap Bon
- 2023 : Association sportive féminine de Jemmal
- 2024 : Club sportif sfaxien
- 2025 : Club sportif sfaxien

## Palmarès par équipe
| Club                                    | Ville    | Titres | Années |
| --------------------------------------- | -------- | ------ | --- |
| Club sportif sfaxien                    | Sfax     | 21     | 1992, 1997, 1998, 1999, 2001, 2002, 2003, 2004, 2005, 2006, 2007, 2010, 2011, 2012, 2013, 2014, 2015, 2016, 2019, 2024, 2025 |
| Stade tunisien                          | Le Bardo | 8      | 1986, 1987, 1988, 1989, 1991, 1994, 2000, 2020                                                                               |
| Zitouna Sports                          | Tunis    | 8      | 1974, 1975, 1976, 1977, 1978, 1979, 1980, 1981                                                                               |
| Espérance sportive de Tunis             | Tunis    | 6      | 1960, 1961, 1962, 1982, 1983, 1984                                                                                           |
| Association sportive féminine           | Tunis    | 5      | 1963, 1964, 1965, 1968, 1970                                                                                                 |
| Al Hilal sports                         | Tunis    | 4      | 1990, 1993, 1995, 1996 |
| Ezzahra Sports                          | Ezzahra  | 4      | 1971, 1972, 1973, 2021 |
| Club sportif féminin de Bizerte         | Bizerte  | 2      | 1966, 2009 |
| Stade gaulois                           | Tunis    | 2      | 1956, 1957 |
| Espoir sportif du Cap Bon               | Nabeul   | 2      | 2008, 2022 |
| Association sportive féminine de Jemmal | Jemmal   | 2      | 2017, 2023 |
| Étoile sportive du Sahel                | Sousse   | 1      | 2018 |
| Jeunesse athlétique de Bougatfa         | Bougatfa | 1      | 1985 |
| Radès Transport Club                    | Radès    | 1      | 1969 |
| Olympique de Béja                       | Béja     | 1      | 1967 |
| Club athlétique du gaz                  | Tunis    | 1      | 1959 |